# Ariamnes attenuatus
Ariamnes attenuatus är en spindelart som beskrevs av O. Pickard-Cambridge 1881. Ariamnes attenuatus ingår i släktet Ariamnes och familjen klotspindlar. Inga underarter finns listade i Catalogue of Life.